# Найщасливіша людина в Америці
Найщасливіша людина в Америці (англ. The Luckiest Man in America) — американський драматичний фільм 2024 року, режисером та співавтором сценарію якого є Самір Оліверос. У головних ролях — Пол Волтер Гаузер, Волтон Гоггінс, Шамір Андерсон, Браян Джераті, Петті Гаррісон, Гейлі Беннетт, Деміен Янг, Ліллі Кей, Джеймс Волк, Шонетт Рене Вілсон, Девід Рісдал, Рікі Рассерт, Девід Стретейрн, Джонні Ноксвілл та Мейзі Вільямс.
Світова прем'єра фільму відбулася на Міжнародному кінофестивалі в Торонто 5 вересня 2024 року. Він був випущений у Сполучених Штатах 4 квітня 2025 року.

## Сюжет
У 1984 році водій-невдаха фургону з морозивом Майкл Ларсон потрапляє на прослуховування на ігрове шоу «Press Your Luck», поки інший учасник запізнюється на призначений час. Ларсон пояснює своє минуле інтерв'юерам, координатору учасників Чаку та виконавчому продюсеру Біллу Каррутерсу, але його прибирають з офісу, коли прибуває справжній учасник. Однак Каррутерсу подобається потенціал Ларсона як аутсайдера, і він записує його на зйомки наступного дня.
Наступного дня Ларсон має змагатися проти Еда, чемпіона, що повернувся, священика, та його колеги по змаганню, Джені, — асистентки стоматолога. Спочатку йому важко давати правильні відповіді на запитання вікторини, поставлені ведучим Пітером Томаркеном, але йому вдається виграти обертання на ігровій дошці шоу, де він збирає деякі виграші, перш ніж розкрутити колесо, яке зупиниться на «Whammy», — зменшивши свій рахунок до 0 доларів. Як гравець, що посів останнє місце, Ларсон грає першим у другому раунді та невдовзі перевищує позначку в 16 000 доларів, постійно обертаючи квадрати, які приносять йому як гроші, так і додаткові обертання.
Каррутерс та його співробітники стають дедалі підозрілішими, оскільки Ларсон продовжує накопичувати виграші та грати всупереч усім очікуванням. Чак, шукаючи докази того, що Ларсон може шахраювати, вривається в його фургончик з морозивом, де знаходить колекцію водійських посвідчень, номерних знаків та відеозаписів. Коли Чак переглядає відеокасети, які спочатку здаються домашніми фільмами, він виявляє багато записів з минулих епізодів «Press Your Luck». Знаючи це, Чак помічає, що очі Ларсона уважно стежать за шляхом світла по дошці, і що Ларсон так швидко святкує результати своїх обертань, що здається, він уже знає, що він буде обертати, що призводить Чака до розуміння, що Ларсон запам'ятав п'ять шаблонів, які використовує, здавалося б, випадкова ігрова дошка.
Відчайдушно намагаючись зупинити Ларсона, Каррутерс та інші намагаються порушити його концентрацію дедалі нав'язливішими засобами. Однак, зрештою, вони розуміють, що успіх Ларсона можна використати для просування шоу, і вирішують дозволити йому перемогти. Коли виграш Ларсона склав 109 тис. доларів і залишився лише один оберт, він заскочений зненацька організованим Чаком дзвінком своєї дружини Патрісії, з якою він кілька разів намагався зв'язатися під час перерв у зйомках. Коли Патрісія просить Ларсона підписати їхні документи про розлучення та кладе слухавку, у нього трапляється емоційний зрив, він тікає зі знімального майданчика та замикається в гримерці. Ед, відчуваючи співчуття до Ларсона, намагається поговорити з ним, поки не приїжджає Каррутерс. Каррутерс каже Ларсону, що знає, що Ларсон запам'ятав патерни, але додає, що він стає зіркою і буде полюблений глядачами, як тільки здобуде перемогу.
Заспокоївшись, Ларсон повертається на знімальний майданчик, де публіка починає скандувати йому. Коли гра відновлюється, Ларсон вирішує передати свій залишковий оберт Джені, всупереч очікуванням Каррутерса, чим заслужив овації глядачів. Ед вибиває «Whammy», втрачаючи весь свій виграш, а Джені робить кілька обертів, перш ніж передати останнє обертання назад Ларсону. Втомлений і більше не в змозі бачити свої паттерни, Ларсон заплющує очі та натискає кнопку, щоб зупинити табло.
Кілька тижнів по тому Патрісія дивиться трансляцію гри Ларсона; він пережив своє останнє обертання, зупинившись на призі, і зрештою виграв готівки та призів на загальну суму 110 237 доларів.
У сцені посеред титрів показано уривок з реального епізоду «Press Your Luck», де Томаркен бере інтерв'ю у Ларсона після його перемоги.

## Акторський склад
- Пол Волтер Гаузер у ролі Майкла Ларсона[nl]
- Волтон Гоггінс у ролі Пітера Томаркена[en]
- Девід Стретейрн у ролі Білла Каррутерса[en]
- Мейзі Вільямс у ролі Сільвії
- Шамір Андерсон[en] у ролі Чака
- Браян Джераті[en] у ролі Еда
- Петті Гаррісон[en] у ролі Дженні
- Гейлі Беннетт у ролі Патрісії
- Деміен Янг[en] у ролі Кауфмана
- Ліллі Кей у ролі Лізи
- Джеймс Волк[en] у ролі Джуніора
- Шонетт Рене Вілсон[en] у ролі Донни
- Девід Рісдал[en] у ролі Тодда
- Рікі Рассерт[en] у ролі Вітмена
- Джонні Ноксвілл у ролі Леона Харта

## Виробництво
18 серпня 2000 року фільм початково було анонсовано як комедію з Біллом Мюрреєм у ролі Ларсона, Говардом Франкліном як сценаристом і режисером, а продюсерами мали виступити «Saturn Films» Ніколаса Кейджа та «Once Upon a Time Films» Стенлі Букса. Однак, плани були скасовані, і проект перебував у стані виробничого пекла 25 років.
У травні 2024 року було оголошено, що фільм під назвою «Перевір свою удачу» (англ. Press Your Luck) перейшов на постпродакшн, серед акторського складу якого були Пол Волтер Гаузер, Волтон Гоггінс, Девід Стретейрн та Мейзі Вільямс. Пізніше фільм перейменували на «Найщасливіша людина в Америці».

## Реліз
Прем'єра фільму відбулася на Міжнародному кінофестивалі в Торонто 5 вересня 2024 року. Того ж місяця IFC Films та Sapan Studio придбали права на розповсюдження фільму в США, плануючи випустити його в кінотеатрах десь у 2025 році. Зрештою, він був випущений у Сполучених Штатах 4 квітня 2025 року.

## Сприйняття
На веб-сайті агрегатора рецензій Rotten Tomatoes 66 % з 74 відгуків критиків є позитивними. Консенсус вебсайту гласить: «Якщо „Найщасливіша людина в Америці“ не повністю реалізує потенціал своєї сенсаційної правдивої історії, на щастя, у ній є Пол Волтер Гаузер, який забезпечує бажану емоційну складність». Metacritic, який використовує середньозважену оцінку, присвоїв фільму 67 балів зі 100 на основі відгуків 11 критиків, що вказує на «загалом схвальні» відгуки.
Метт Золлер-Зайтц з RogerEbert.com поставив фільму три зірки з чотирьох і написав: «„Найщасливіша людина в Америці“ — гарне продовження для перегляду після „Телевікторини“, драми про скандали з вікторинами 1950-х років, які спровокували розслідування Конгресу та призвели до реформ у телевізійній індустрії. Це також приклад того, як зняти низькобюджетний фільм, який занурює вас у давно минулий світ та розуми людей, які в ньому жили, зберігаючи при цьому чіткий географічний фокус на невеликій кількості персонажів». Стів Пуласкі поставив фільму три зірки з чотирьох, похваливши постановочний дизайн та зазначивши: «Найщасливіша людина в Америці — це чудова розвага. Для тих, хто, як і я, захоплюється історією телебачення […], приємно бачити таку дивну історію, як ця, з такою увагою до деталей, яка має мало інших мотивів, окрім того, щоб бути приємною для перегляду».